# Thyone

Thyone (XXIX, S/2001 J2) är en av Jupiters månar. Den upptäcktes den 11 december 2001 av en grupp astronomer vid University of Hawaii ledd av Scott S. Sheppard. Thyone är cirka 4 kilometer i diameter och roterar kring Jupiter på ett avstånd av cirka 21 406 000 kilometer.